# Masacre de Coro
La "masacre de Coro" es el nombre recibido de un hecho ocurrido en la ciudad de Coro, estado Falcón, Venezuela,  el 4 de julio de 2013, donde efectivos militares de la Guardia Nacional Bolivariana asesinaron a una ciudadana desarmada de 42 años, quien transitaba en un vehículo junto a sus tres hijas menores de edad, una de las cuales también fue asesinada, creando gran consternación en toda el país.

## Antecedentes
Siguiendo las políticas establecidas por el gobierno de Nicolás Maduro, en el llamado "Plan Patria Segura", donde efectivos militares que no están capacitados para labores de orden público ni prevención del delito,[cita requerida] instalaron varias alcabalas móviles y patrullajes realizando acciones violentas similares a las que ocasionaron la Masacre de Kennedy, en el mismo país y condiciones.  

## Desarrollo
La noche del jueves 4 de julio de 2013, a las 8:30 p.m., la señora Luiminer Zulay Pacheco Leen de 42 años de edad, Gerente del Banco del Tesoro estaba dirigiéndose hacia su residencia en su vehículo particular Chevrolet Spark gris junto a sus hijas gemelas Gabriela y Berta, ambas de 15 años y la menor, Lumila de 13 años sentadas en la parte posterior del vehículo.  Al ingresar a la calle Rómulo Betancourt donde vivían, fueron rodeadas por un grupo de 25 efectivos militares que estaban apostados en la misma calle sin realizar ninguna labor. 
Al circular el vehículo de la Sra. Pacheco, los efectivos sin motivo alguno empezaron a disparar indiscriminadamente desde atrás.  La Sra. Luimina falleció inmediatamente de varios disparos en la espalda y quedó sobre el volante hacia la derecha.  Gabriela estando ya herida, intentó salir del vehículo para protegerse, siendo acribillada por los funcionarios. Berta, la segunda gemela recibió un disparo que entró por la nuca y salió por la órbita del ojo derecha dejándola gravemente herida, mientras la menor,  Lumila recibió un disparo en el pecho y en la pierna sin embargo logró gritar y alertar a los vecinos quienes salieron en defensa de las víctimas, pudiendo presenciar que no hubo ningún intercambio de disparos y obligando a los efectivos a auxiliar a las sobrevivientes luego de dar constancia que aún vivían.

## Reacción de las autoridades militares
De inmediato el Mayor General Juan Francisco Toro, alto mando de la Guardia Nacional Bolivariana declaró al canal de noticias Globovisión, que este tipo de hechos "era normal" en el marco del Plan Patria Segura e intentó desviar la investigación del hecho al señalar que los efectivos de la GNB se estaban enfrentando a un grupo de delincuentes armados y que el vehículo de las víctimas se había atravesado.
Estas declaraciones intentando falsear la verdad de los hechos generaron protestas y manifestaciones de rechazo contra la actitud del gobierno de Maduro a respetar la vida de los ciudadanos y cesar el amedrentamiento por medio del uso de militares.[cita requerida]

## Sospechosos
Luego de la masacre y constatar que dos de las víctimas estaba muertas, los funcionarios de la Guardia Nacional escaparon del sitio, sin asumir responsabilidad alguna. Posteriormente ante la presión de la sociedad civil y los medios de comunicación privada, fueron retenidos los siguientes funcionarios a la orden del Ministerio Público, como supuestos autores del violento hecho:
- Regulo Valero (21),
- Dionis Escalona (20),
- Joseth Reyes (19),
- Wilfredo Martínez (23),
- Luis Vilchen (21),
- Ronald Mujica (22),
- Jesús Álvarez (26),
- Carlos Muñoz (31),
- Adrian Torres (32)
- José Carrasquero (37).

## Consecuencias
Las niñas sobrevivientes fueron remitidas de urgencia a hospitales. La menor, Lumila permaneció en el Hospital de Coro, mientras Berta la gemela sobreviviente fue enviada en helicóptero a la ciudad de Caracas donde permanece en estado de gravedad.
El Ministerio Público designó al fiscal 76 nacional, Alejandro Méndez, y 17 de Falcón, Misleidys Córdoba, para investigar el caso, siendo los tribunales ordinarios (civiles) los que le tocaría enjuiciar a los efectivos militares.